# Chactas simonii
Espèce
Chactas simonii est une espèce de scorpions de la famille des Chactidae.

## Distribution
Cette espèce est endémique de l'État d'Aragua au Venezuela. Elle se rencontre vers Girardot.

## Description
La femelle holotype mesure 53 mm.

## Étymologie
Cette espèce est nommée en l'honneur d'Eugène Simon.

## Publication originale
- Pocock, 1893 : A contribution to the study of Neotropical Scorpions. Annals Magazine Natural History, sér. 6, vol. 12, p. 77-103 (texte intégral).